# Будзинська сільська рада
| Будзинська сільська рада — колишній орган місцевого самоврядування у Тлумацькому районі Івано-Франківської області з адміністративним центром у с. Будзин. 13 березня 1992 року Івано-Франківська обласна Рада народних депутатів передала село Мостище Делівської сільради у підпорядкування Будзянській сільській Раді. Водоймища на території, підпорядкованій даній раді: річка Дністер. Сільській раді були підпорядковані населені пункти: - с. Будзин - с. Мостище - с. Одаїв - с. Суходіл |

## Склад ради
Рада складалася з 16 депутатів та голови.

### Керівний склад ради
| ПІБ                      | Основні відомості                                                                | Дата обрання | Дата звільнення |
| ------------------------ | -------------------------------------------------------------------------------- | ------------ | --------------- |
| Фотуйма Наталія Іванівна | Сільський голова, 1964 року народження, освіта, член Української Народної Партії | 26.03.2006   | 31.10.2010      |
| Фотуйма Наталія Іванівна | Сільський голова, 1964 року народження, освіта середня спеціальна, позапартійна  | 31.10.2010   |                 |

Примітка: таблиця складена за даними джерела